# Awaking Emotion 8/5/my brand new way
「Awaking Emotion 8/5/my brand new way」（アウェイキング・エモーション・ゴブンノハチ/マイ・ブランド・ニュー・ウェイ）は、日本のシンガーソングライター・ウエンツ瑛士と、同じく日本のシンガーソングライター・小池徹平のスプリット・シングル。

## 概要
- WaTのメンバーであるウエンツ瑛士と小池徹平のソロデビュー企画第2弾によるスプリット・シングル。
- 今作はウエンツのソロデビュー曲で、小池にとっては前作「君に贈る歌」以来2ヶ月ぶりの2ndシングルという位置付けになる。
- ウエンツ瑛士ジャケット盤「Awaking Emotion 8/5/my brand new way」と、小池徹平ジャケット盤「my brand new way/Awaking Emotion 8/5」の2形態で発売された。両盤の収録曲はどちらも同一であるが、曲順がそれぞれ異っている。初回特典として各盤1種類のポスターが付属された。
- ボーナストラック含め、トリプルタイアップシングルとなっている。

## 収録曲
1. Awaking Emotion 8/5[1]
作詞：ウエンツ瑛士、小松清人
作曲・編曲：Curious K.
ウエンツ瑛士ソロ楽曲。
ウエンツ主演の松竹配給系映画『ゲゲゲの鬼太郎』の主題歌。
WaTでの活動含め今までのイメージを打破した、激しいロック・ナンバー。タイトルは直訳して「目覚めたばかりの感情」を意味している[2]。また「8/5」は自身の実力が5だとしたら、それに対して周りから求められるものは8なんじゃないか。その期待に自分はまだ応えきれていないんじゃないかという気持ちを込めてつけられたものである。
2. my brand new way[3]
作詞・作曲：小池徹平
編曲：小松清人
小池徹平ソロ楽曲。
小池出演のロート製薬『メンソレータム薬用アクネス』のCMソング。
前作にも通じるミディアム・ナンバーだが、この楽曲はギターとベース以外は打ち込みとなっている。タイトルの意味は直訳して「新しい道」。自信を持って自分の一歩で新しい道を切り開こうというメッセージが込められており、CMのキャッチフレーズ「初めての恋のその前に」とリンクした内容となっている[2]。
3. Awaking Emotion 8/5 (Instrumental)[4]
作曲・編曲：Curious K.
4. my brand new way (Instrumental)[5]
作曲：小池徹平
編曲：小松清人
5. ゲゲゲの鬼太郎 Special Supported by TEPPEI KOIKE[6]
作詞：水木しげる
作曲：いずみたく
編曲：前嶋康明
ボーナストラック。小池による「ゲゲゲの鬼太郎」のカバー曲で、松竹配給系映画『ゲゲゲの鬼太郎』のオープニングテーマ。アニメ版第4シリーズの『ゲゲゲの鬼太郎』主題歌のアレンジに近いブルース調になっている。

## 参加ミュージシャン
- ウエンツ瑛士：Vocal (#1)
- 小池徹平：Vocal (#2,5)、Chorus (#2)、Acoustic Guitar (#2,4)
- 小松清人：Programming (#2,4)、Chorus (#2)
- 家原正樹：Electric Guitar (#1,3)
- 小板良輔：Acoustic Guitar & Electric Guitar (#2,4)
- 山口寛雄：Electric Bass (#1,3)
- 華原大輔：Acoustic Bass & Electric Bass (#2,4)
- 佐野康夫：Drums (#1,3)
- ko-saku：Chorus (#1)

## タイアップ
- 松竹配給系映画『ゲゲゲの鬼太郎』主題歌 (#1)
- ロート製薬『メンソレータム薬用アクネス』CMソング (#2)
- 松竹配給系映画『ゲゲゲの鬼太郎』オープニングテーマ (#3)

## 収録アルバム
- pieces (#2)
- WaT Collection (#1)
- 卒業BEST (#1)